# Рагули (река)
Рагули (балка Кучерла) — река в России, протекает по Ставропольскому краю. Устье реки — Чограйское водохранилище, ранее находилось на 109 км по правому берегу реки Восточный Маныч. Длина реки составляет 117 км, площадь водосборного бассейна 1060 км². Высота устья — 24,2 м над уровнем моря. Высота истока — 240 м над уровнем моря.
В 50 км от устья, по левому берегу реки впадает река Большая Джухта.

## Данные водного реестра
По данным государственного водного реестра России относится к Западно-Каспийскому бассейновому округу, водохозяйственный участок реки — Восточный Маныч от истока до Чограйского гидроузла. Речной бассейн реки — Бессточные районы междуречья Терека, Дона и Волги.
Код объекта в государственном водном реестре — 07010000112108200001282.